# Cattedrale dell'Immacolata Vergine Maria (Jelgava)
La cattedrale dell'Immacolata Vergine Maria (in lettone: Bezvainīgās Jaunavas Marijas katedrāle) è la chiesa cattedrale della diocesi di Jelgava, si trova nella città di Jelgava, in Lettonia.

## Storia
La precedente chiesa, demolita nel 1904 per rischio di crolli, risaliva al 1630. La nuova chiesa fu edificata nel 1906 su progetto di Casimir Jasen Strandmann e consacrata in onore di San Giorgio. Nel 1925 mons. Joseph Rancāns consacrò nuovamente la chiesa alla Vergine Immacolata. Durante la seconda guerra mondiale, nel luglio del 1944, la chiesa è bruciata. Dopo la guerra ebbe inizio il restauro della chiesa utilizzando come materiali da costruzione i mattoni delle mura precedenti. I lavori si sono protratti fino al 1958. Ulteriori restauri e lavori per la rifinitura degli interni si sono conclusi nel 1969. Con l'erezione della diocesi di Jelgava il 2 dicembre 1995 con la bolla Apostolicum ministerium di papa Giovanni Paolo II, la chiesa è stata elevata a cattedrale.